# Draževac (Aleksinac)
Pour les articles homonymes, voir Draževac.
Draževac (en serbe cyrillique : Дражевац) est un village de Serbie situé dans la municipalité d'Aleksinac, district de Nišava. Au recensement de 2011, il comptait 901 habitants.

## Démographie

### Évolution historique de la population
| 1948  | 1953  | 1961  | 1971  | 1981  | 1991  | 2002  | 2011 |
| ----- | ----- | ----- | ----- | ----- | ----- | ----- | ---- |
| 1 274 | 1 289 | 1 284 | 1 279 | 1 262 | 1 162 | 1 188 | 901  |

|  |